# Andrea Seastrand
Andrea Heidi Seastrand wcześniej Andrea Heidi Ciszek (ur. 5 sierpnia 1941 w Chicago) – amerykańska polityk, członkini Partii Republikańskiej.

## Działalność polityczna
Od 1991 zasiadała w Zgromadzeniu Stanowym Kalifornii. Następnie od 3 stycznia 1995 do 3 stycznia 1997 przez jedną kadencję była przedstawicielką 22 okręgu wyborczego w stanie Kalifornia w Izbie Reprezentantów Stanów Zjednoczonych.